# Die Wolke (Film)
Die Wolke ist ein deutscher Katastrophenfilm des Regisseurs Gregor Schnitzler aus dem Jahr 2006. Das Drehbuch schrieb Marco Kreuzpaintner auf Grundlage des gleichnamigen Romans von Gudrun Pausewang.

## Handlung
Durch einen Störfall im AKW Markt Ebersberg in der Nähe von Schweinfurt kommt es zum Super-GAU, und im gesamten Umkreis wird Katastrophenalarm ausgelöst. Im betroffenen Gebiet liegt auch die Schule von Hannah. Sie soll an diesem Tag auf ihren jüngeren Bruder Uli aufpassen, da die Mutter sich geschäftlich auf einem Kosmetikkongress in Schweinfurt befindet; also dort, wo sich die Katastrophe ereignet hat.
Da es für sie keine andere Möglichkeit gibt, auf dem schnellsten Weg nach Hause in die osthessische Stadt Schlitz zu kommen, wo ihr kleiner Bruder Uli schon auf sie wartet, nimmt Hannah das Angebot ihres Mitschülers Lars an und lässt sich von diesem und seinen Freunden nach Hause fahren. In Schlitz angekommen, zerrt Lars’ Mutter diesen direkt aus dem Auto und schreit die anderen an, ihr Sohn könne sie nicht heimfahren, sondern müsse mit seiner Familie fliehen. Hannah geht zu Fuß weiter nach Hause, wo Uli schon auf sie wartet. Dort erfahren sie im Radio, was genau passiert ist.
Wie vom Katastrophenschutz empfohlen, wollen die Kinder sich zunächst zum Schutz in den Keller begeben, während sämtliche Nachbarn bereits die Flucht ergreifen. Dort will Hannah mit ihrem jüngeren Bruder auf Elmar warten, einen Mitschüler, von dem sie noch kurz vor dem Alarm einen Kuss erhalten und der ihr seine Hilfe bei der Flucht versprochen hat. Inmitten der Panik erreicht die beiden ein Anruf ihrer Mutter: Sie will, dass die Kinder auf keinen Fall in den Keller gehen, da die Strahlung sie auch dort erreiche, sondern sie sollen mit den Nachbarn nach Bad Hersfeld fahren, von wo aus sie mit dem Zug weiter zu Tante Helga nach Hamburg fahren sollen. Da aber alle Nachbarn bereits geflohen sind und Elmar nicht erschienen ist (er kämpft zu Hause mit dem Auto, will es kurzschließen, da er die Autoschlüssel seiner Eltern nicht finden kann), entscheidet Hannah, gemeinsam mit Uli auf den Fahrrädern nach Bad Hersfeld zu fahren. Auf dem Weg dorthin kollidiert Uli mit einem Auto, dessen Fahrer einfach weiterfährt. Eine Familie mit mehreren Kindern hält an und nimmt die unter Schock stehende Hannah mit zum Bad Hersfelder Bahnhof, nachdem der Familienvater Ulis Leiche in ein anliegendes Maisfeld getragen hat. Da die Autobahnen überfüllt sind, wollen auch viele andere mit den Zügen fliehen. So soll Hannah im Gedränge auf dem Bahnsteig auf die kleinen Töchter der Familie achten, da die Eltern sich noch durchkämpfen müssen. Hannah entdeckt plötzlich ihren Freund Elmar inmitten des Menschenpulks und läuft in seine Richtung, ohne ihn erreichen zu können. Das Ehepaar, das Hannah mitgenommen hat, will wissen, wo seine Kinder seien, die das Mädchen auf der Suche nach Elmar zurückgelassen hat; da sie noch immer unter Schock steht, erwidert sie darauf aber nichts. Während der Vater die Kinder schließlich findet, verlässt Hannah wie in Trance den Bahnhof und betritt den leergefegten Bahnhofsvorplatz, wo es wenig später zum Wolkenbruch kommt. Hannah ist noch immer unter Schock, bleibt trotz des radioaktiven Niederschlags stehen und bricht kurz darauf erschöpft zusammen. 
Sie wacht in einem Lazarett in der Nähe von Hamburg wieder auf. Neben ihr liegt Ayşe, ein ungefähr gleichaltriges Mädchen, mit der sie sich anfreundet. Hannah fühlt sich müde und krank; kurze Zeit später beginnen ihre Haare auszufallen. Etwas später kommt Elmar ins Lazarett, da er Hannah in einer Suchkartei gefunden hat und sie sehen möchte. Elmar ist auch kontaminiert, jedoch ist sein Gesundheitszustand scheinbar wesentlich besser als Hannahs. Tante Helga kommt einen Monat später, um Hannah abzuholen. Sie sagt ihr, dass ihre Mutter tot sei, und nicht etwa vermisst, wie man ihr im Lazarett erzählt hatte. In Hamburg, wo Tante Helga lebt, geht Hannah wieder zur Schule, bleibt dort jedoch isoliert, da ihr die Strahlenschädigung durch ihre Glatze anzusehen ist und die Menschen sie meiden. Einzig Elmar, dessen Familie ebenfalls nach Hamburg geflüchtet ist, hält zu ihr. Elmars Eltern wollen mit ihrem Sohn nach Amerika, doch dieser weigert sich, da er denkt, keine Chance zu haben und bald an den Folgen der Strahlung zu sterben. Er lässt sich selbst ins Krankenhaus einliefern, wie Hannah durch die ebenfalls dort behandelte Ayşe erfährt. Hannah möchte ihren Freund sehen; sie findet ihn genau in dem Moment, als er Suizid begehen will, kann ihn jedoch in letzter Minute davon abhalten.
Als die geringer verstrahlte Zone 3 geöffnet wird, in der sich Hannahs Heimatstadt befindet, fährt sie mit Elmar dorthin. Nachdem sie Uli im Maisfeld begraben haben, setzen die beiden die Fahrt nach Schlitz fort. Elmar behauptet, er spüre einen Flaum auf Hannahs kahlem Kopf nachwachsen und Hannah streckt schließlich ihren Kopf zum Sonnendach des Autos hinaus, um ihre „Haare im Wind flattern“ zu lassen.

## Produktion

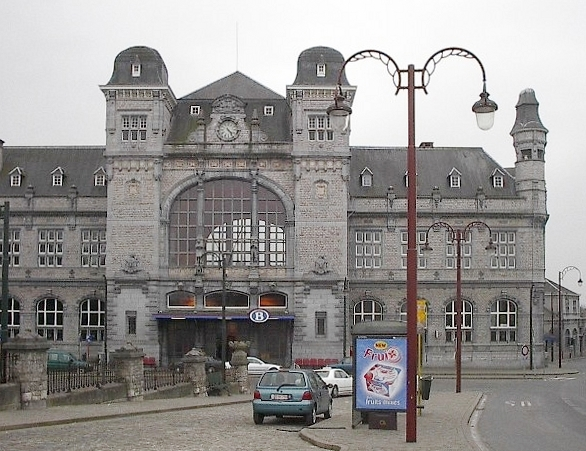
Der Bahnhof im belgischen Verviers wurde für die Verfilmung zum Bahnhof von Bad Hersfeld

Die Massenpanik-Szenen am Bahnhof von Bad Hersfeld konnten nicht am Originalschauplatz gedreht werden, weil die Deutsche Bahn Drehgenehmigungen für jeden ihrer Bahnhöfe verweigerte. Die Produktion wich stattdessen auf den markanten Bahnhof Verviers Central in Belgien aus, der zuvor mit neuen Hinweistafeln und Schildern „eingedeutscht“ worden war. Über 400 Komparsen wirkten bei der über drei Tage gefilmten Szene mit.
Die Schulaufnahmen wurden am Lise-Meitner-Gymnasium Unterhaching gedreht. Die Schule ist auch in Schule, der ZDF-Fernsehserie Klimawechsel oder in der Schulkomödie Fack ju Göhte zu sehen.

## Unterschiede zwischen Film und Buch
Die Unterschiede zwischen Buch und Film ergeben sich zum Teil daraus, dass die Handlung des Filmes in der Zeit seines Erscheinens spielt und nicht in den 1980er Jahren wie der Roman, dementsprechend wurden einige Details, wie etwa der Name der Hauptperson, modernisiert und an die Gegenwart angepasst. Auch das familiäre Umfeld der Hauptperson, das im Buch eine wichtige Rolle spielt, wurde vereinfacht und verkleinert. Zudem ist der Film weniger politisch gefärbt als das Buch, in dem immer wieder über politische Entscheidungen für oder gegen Atomkraft gesprochen wird und auch die unterschiedlichen Meinungen zu Konflikten zwischen den Personen führen. Vor allem verbreitet der Film eine positivere Grundstimmung, da trotz aller Trauer eine glückliche Zukunft der beiden Hauptpersonen angedeutet wird, während das Buch ein pessimistisches Bild der Zukunft entwirft.
- Im Buch heißt die Hauptperson (Hannah) Janna-Berta und ist 14 Jahre alt, am Ende des Buches 15, statt schon am Anfang 16 wie im Film.
- Im Buch hat Janna-Berta auch noch einen Vater, einen zweiten jüngeren Bruder namens Kai, der noch im Kleinkindalter ist, sowie eine Großmutter mütterlicherseits namens Jo, die in Schweinfurt lebt.
- Das im Buch genannte, 2015 stillgelegte Kernkraftwerk Grafenrheinfeld existierte wirklich, wohingegen das im Film vorkommende Kernkraftwerk Markt Ebersberg Fiktion ist.
- Über der Wohnung von Hannahs Familie wohnen im Buch auch noch ihre Großeltern väterlicherseits, Berta und Hans-Georg, die jedoch zur Zeit des Unglückes auf Mallorca im Urlaub sind. Im Film kommen die beiden nicht vor, dadurch fehlt auch die Komponente der sehr konservativen Großeltern, die Atomkraft befürworten und sogar noch zumindest unterschwellige Sympathien für das Dritte Reich haben. Auch das Gegenbild zu Oma Berta und Opa Hans-Georg, Jo, die eher unkonventionelle Großmutter mütterlicherseits, wurde im Film wie erwähnt weggelassen.
- Der Kongress in Schweinfurt ist kein Kosmetikkongress der Mutter, sondern ein vom Vater besuchter Kongress. Die Mutter und der jüngste Sohn Kai begleiten ihn, um währenddessen Jo zu besuchen. Als Janna-Berta (Hannah) und Uli von zu Hause fliehen, versucht Uli im Film seinen Hamster Max zu retten, im Buch dagegen den Wellensittich der Großeltern.
- Im Buch verläuft der Unfall, bei dem Uli ums Leben kommt, leicht anders: Uli fährt freihändig den Hang hinunter, das Rad überschlägt sich und er liegt dann regungslos am Boden. Erst dann wird Uli von einem Auto überfahren. Im Buch weiß man nicht, ob Uli schon tot oder nur ohnmächtig ist.
- Janna-Berta wird nicht wie im Film auf dem Bahnhofsvorplatz ohnmächtig, sondern will zum Rapsfeld laufen und bleibt auf der Autobahn liegen, wo sie von „Hippies“ in einem Bus mitgenommen wird.
- Im Buch streiten sich Ayşe und Janna-Berta (Hannah), nachdem Ayşe ihr einen Büschel Haare ausgerissen hat. Danach ignorieren sie einander und Ayşe bekommt hohes Fieber und stirbt am nächsten Tag, ohne dass sich die beiden wieder versöhnt hätten.
- Janna-Berta trifft Elmar erst durch Zufall in Hamburg in der Schule wieder, wo sie nach dem Notlager von ihrer Tante Helga hingebracht wurde und bei ihr unterkommt. Elmar verändert sich sehr stark (vom Klassenbesten zum Klassenschlechtesten), sieht keine Zukunft mehr und begeht am Ende des Schuljahres Selbstmord durch eine Überdosis Tabletten.
- Das Verhältnis zwischen Janna-Berta und Helga ist im Buch von vorneherein recht angespannt, im Film dagegen deutlich besser. Helga ist hier wesentlich offener und freundlicher, während sie im Buch als streng und unzugänglich geschildert wird. Im Film ist sie eine Vertrauensperson für Hannah, während sie im Buch kein Verständnis für die Wünsche und Pläne ihrer Nichte hat, so dass Janna-Berta nicht bei ihr bleiben möchte und Hals über Kopf verschwindet.
- Im Buch bringt Helga es nicht fertig, den Großeltern, die sich nach wie vor auf Mallorca befinden, den Tod von Janna-Bertas Eltern und Brüdern mitzuteilen. Sie erzählt ihnen, die vier wären in Spezialkliniken untergebracht, wo man keinen Besuch empfangen darf. Im Film fehlt dies, da die Großeltern weggelassen wurden.
- Im Buch hat Janna-Berta noch eine zweite Tante namens Almut, die eine jüngere Schwester ihrer Mutter ist (Helga ist im Buch die Schwester des Vaters, nicht die der Mutter wie im Film). Bei dieser, ihrem Mann, ihrem Schwiegervater und zwei Adoptivkindern (sowie deren Großmutter) verbringt sie einige Zeit, nachdem sie es bei Helga nicht mehr ausgehalten hat. Danach folgt, wie im Film, die Rückkehr nach Schlitz, die Janna-Berta jedoch per Anhalter allein bewältigt.
- Die Liebesgeschichte zwischen Janna-Berta und Elmar, wie sie im Film dargestellt wird, existiert im Buch nicht, höchstens als zarte Andeutung einer beginnenden Freundschaft, die jedoch durch Elmars Selbstmord endet.
- Janna-Berta hilft Almut, ein Hibakusha-Zentrum aufzubauen, welches Verunglückten hilft. Im Film kommt dies nicht vor, da die Figur der Almut, wie auch ihre ganze Familie, weggelassen wurden.
- Das Ende von Buch und Film weist gravierende Unterschiede auf. Im Film wird eine positiv gemalte Stimmung verbreitet, Hannah und Elmar fahren im Auto im übertragenen Sinn in eine mögliche gemeinsame Zukunft. Im Buch dagegen findet Janna-Berta bei ihrer Rückkehr ins Haus ihrer Familie (schwer gezeichnet von der Strahlenkrankheit, beispielsweise kommt sie nur mühsam die Treppe hinauf und erinnert sich dabei an ihre Großmutter, der das auch immer so ging) ihre soeben von Mallorca heimgekommenen, noch ahnungslosen Großeltern vor und verbirgt, um die Wiedersehensfreude nicht zu trüben, vorerst ihren Kahlkopf unter einer Mütze. Doch als sich der Großvater gleich darauf über die „unnötige Aufregung“ wegen dieses „Großkatastrophenmärchens“ auslässt, nimmt sie die Mütze ab und beginnt die ganze schreckliche Wahrheit zu erzählen. Auch dies ist ein offenes Ende, aber mit einer völlig anderen Wirkung, Pointe und „Moral“ der Geschichte.

## Kritiken
„‚Die Wolke‘ […] ist […] ehrbares Handwerk und gute Absicht. Ein Film, der Genre-Elemente ‚bedient‘, um sein Publikum ‚abzuholen‘. Oder: Der Teenager-Katastrophenfilm als Instrument des energiepolitischen Einspruchs. […] Es gehört zur Dramaturgie des Katastrophenfilms, vor der eigentlichen, der großen Katastrophe die kleinen, die sozialen, familiären und individuellen Katastrophen zu zeigen – nebst den Spuren der Erlösung. Auch da funktioniert ‚Die Wolke‘ ganz nach den Genre-Regeln. Einigermaßen liebevoll beschreibt der Film das Leben in deutscher Provinz. […] Es ist gelungen, die Muster eines Genres zum einen für eine gute Sache und zum anderen für humanes Entertainment nutzbar zu machen. Alle Beteiligten verstehen ihr Handwerk, ohne durch ein Übermaß an Originalität oder sophistication die gute Absicht zu stören. Eine Balance zwischen emotionalisierenden Pflichtteilen und gelegentlichen Kürelementen des genaueren Blicks wird erreicht. Näheres ist in ‚anschließenden Diskussionen‘ in Schulvorstellungen zu erfahren.“

„Allerdings entkleidet Schnitzler die hochdidaktische Buchvorlage von der Familiengeschichte und trivialisiert den Stoff damit, indem er die bedingungslose Liebe zweier junger Heranwachsender in den Mittelpunkt rückt. So nimmt er der Katastrophe den bitteren Endzeitgeschmack und macht den Film konsumierbar für das anvisierte Publikum. Fast ein Drittel seiner Länge nimmt sich der Film Zeit, um den Mikrokosmos der Protagonisten Hannah und Elmar zu zeigen: das langsame Annähern im Klassenraum, pubertärer Streß mit Eltern und Lehrern, ein geplatzter Partyabend, Matheklausuren – die normalen Nöte von Teenagern eben. […] Immer wieder kontrastiert der Regisseur romantische Gefühlswelten des jungen Paares mit dem Horror, der es umgibt. […] In dieser Poetisierung des Augenblicks versteigt sich Schnitzler zu einem reichlich euphemistischen Happy End. […] Ein offenes, weniger beschönigendes Ende wäre auch einem jungen Publikum zumutbar gewesen.“

„Drama und Glück sind immer schön ordentlich nacheinander sortiert. Erst die bunte, coole Jugend, dann das bleierne Land. Erster Sex, dann Knochenkrebs – und dem düsteren Tod folgt die fröhliche Autofahrt Richtung Horizont. Im wirklichen Leben ist die Reihenfolge weniger ordentlich. Regisseur Schnitzler gelingt es leider nicht, Bilder für das Unsichtbare zu finden. Radioaktivität? Der Wind zerzaust das Blattwerk, die Wolke ist ungeheuer grau und ungeheuer groß, das war’s. Die anfangs unbekümmerten Kids, die ungelenke Liebe, die scheiternden Familienbande, das kann Schnitzler besser. Auch die Massenfluchtszenen haben es in sich: Wenn’s ums Überleben geht, werden wir alle zu Monstern.“

„Dass sich das politisch brisante Thema dabei mit einer (konventionellen) Teenager-Romanze kreuzt, führt zu Vereinfachungen, erscheint aber als legitimer, stets redlicher Weg, um ein heutzutage weitgehend entpolitisiertes Zielpublikum zu erreichen. Dabei kommen Buch und Film wieder nah zusammen, wenn es darum geht, Abschied von Illusionen und falschen Träumen zu nehmen, Realitäten zu akzeptieren und nicht zu verdrängen. Gerade in stilleren, sehr sensiblen Momenten fesselt dabei die junge Hauptdarstellerin mit einem anrührend-nuancierten Spiel, das eine tragfähige Brücke zwischen menschlicher Katastrophe und großen Teenager-Gefühlen schafft.“

„Verfilmung des gleichnamigen Jugendromans von Gudrun Pausewang als Mischung aus beklemmendem Katastrophen-Szenario und Teenager-Romanze, der trotz inszenatorischer Schwächen ein schwieriger Spagat gelingt. In der Hauptrolle sensibel gespielt, konfrontiert der Film sein jugendliches Zielpublikum nicht nur mit ausgrenzendem Verhalten, sondern vor allem auch mit Fragen nach Schuld und Verantwortung.“

## Auszeichnungen
- Nominiert für den Deutschen Filmpreis 2007 in der Kategorie „Bester Kinder- und Jugendfilm“
- Bayerischer Filmpreis 2006 – Bester Jugendfilm
- New Faces Award 2006 (Paula Kalenberg)
- New Faces Award 2006 (Franz Dinda)
- Die Deutsche Film- und Medienbewertung FBW in Wiesbaden verlieh dem Film das Prädikat besonders wertvoll.

## Trivia
- Im Biologieunterricht wird Cellulose als wichtigstes Protein der Photosynthese bezeichnet. Cellulose ist aber ein Kohlenhydrat, da es aus Glucosemolekülen aufgebaut ist.
- Im Radio wird vor Kontakt mit saurem Regen gewarnt. Radioaktive Teilchen, die durch Regen ausgewaschen werden, bewirken aber keinen sauren Regen. Saurer Regen wird durch Schadstoffe von Verbrennungen hervorgerufen.
- Im Verkehrsservice sagen die Moderatoren „Auf der A 3 Hammelburg Richtung Bad Kissingen Unfall“ obwohl es auf der A 7 sein sollte.
- Als Hannah auf der Karte nachschaut, wie weit Markt Ebersberg von Schlitz entfernt ist, sieht man, dass der Ort direkt auf der Position von Grafenrheinfeld (originales AKW aus dem Buch) verortet ist, allerdings falsch geschrieben als „Martkebersberg“.